# هولاک (کارولینای شمالی)
هولاک (به انگلیسی: Havelock) شهری در ایالت کارولینای شمالی کشور ایالات متحده آمریکا است که جمعیت آن در سرشماری سال ۲۰۱۰ میلادی، ۲۰٬۷۳۵ نفر بوده‌است.